# (5196) Bustelli
(5196) Bustelli ist ein Asteroid des Hauptgürtels, der am 30. September 1973 von dem niederländischen Astronomenehepaar Cornelis Johannes van Houten und Ingrid van Houten-Groeneveld entdeckt wurde. Die Entdeckung geschah im Rahmen der Zweiten Trojaner-Durchmusterung von 1973, bei der von Tom Gehrels mit dem 120-cm-Oschin-Schmidt-Teleskop des Palomar-Observatoriums aufgenommene Feldplatten an der Universität Leiden durchmustert wurden.
Der Asteroid gehört zur Eunomia-Familie, einer nach (15) Eunomia benannten Gruppe, zu der vermutlich fünf Prozent der Asteroiden des Hauptgürtels gehören.
(5196) Bustelli wurde nach dem Schweizer Bildhauer und Modellierer von Porzellanfiguren Franz Anton Bustelli (1723–1763) benannt, der als einer der bedeutendsten Porzellankünstler des Rokoko gilt und bis zu seinem Tod 1763 an der Porzellanmanufaktur Nymphenburg wirkte.